# 胡氏民居
胡氏民居，位于中华人民共和国浙江省金华市兰溪市云山街道黑虎巷24号，建于清光绪年间，属于开设西门聚丰酱园的富商胡氏，为碉楼式建筑，高三层15米，为兰溪最高的民居建筑。梁架雕梁精致。
1997年9月2日，胡氏民居公布为兰溪市第四批文物保护单位。